# Monique Morrow
Monique Morrow, fue CEO en Cisco entre 2012 y 2016. En la actualidad es presidenta y cofundadora de Humanized Internet, una organización sin fines de lucro centrada en proporcionar identidad digital a las personas más desatendidas y, lo que es más importante, la necesidad de controlar la propia identidad. Está considerada una de las voces femeninas más relevantes en el mundo tecnológico y es la editora del libro The Internet of Women, que ilustra el cambio cultural que implica la contribución de las mujeres en la innovación.

## Carrera profesional
Monique Morrow ha trabajado sobre la importancia de la huella tecnológica en Cisco, a través de la creación y concepción de tecnologías disruptivas que abarcan Inteligencia Artificial y Realidad Mixta (AI / MR), Blockchai, IoT y M2M, Web Semántica, Cloud Federation e Internet Táctil. Su mayor éxito ha sido infundir una perspectiva global que ayuda a los ingenieros y líderes empresariales a comprender cómo las tecnologías existentes y futuras se alinean con las necesidades de las organizaciones empresariales, gubernamentales, sin fines de lucro y centradas en la sociedad. Con este fin, Monique fue nombrada Visionaria del Año 2016 de la revista Business Worldwide (Tecnología, Cambio Social y Ética).
Tiene una larga formación académica destacando un Máster en Administración de Empresas, por City University of Seattle; Maestría en Gestión de Telecomunicaciones por la Universidad Golden Gate; Licenciatura en francés, por la Universidad Estatal de San José; y el Diploma de Estudios Superiores de la Universidad de París-Sorbonne..
Monique comenzó su carrera en 1982 como ingeniera de redes en Advanced Micro Devices. De 1990 a 1994, se desempeñó como ingeniera de redes en Ascom Hasler. De 1994 a 2000, fue ingeniera de diseño de redes en Swisscom. A lo largo de sus 17 años en Cisco, se incorporó a CTO y Evangelist, liderando proyectos de exploración, economía, tecnología e investigación. También es socia en Sparklabs Accelerator para Ciberseguridad y Blockchain y asesora a múltiples empresas y organizaciones internacionales de tecnología. Tanto Morrow como el Internet humanizado han recibido múltiples honores, incluido el premio 2017 otorgado por el Comité para el Premio al Ciudadano Global de Henley & Partners.
Tiene más de 20 años de experiencia en interconexión de redes IP trabajando en diseño, implementación de proyectos complejos de clientes y desarrollo de servicios para proveedores de servicios. Lo que le ha llevado a participar en el desarrollo de servicios de red administrados como el acceso remoto y el cambio de LAN en un entorno de proveedor de servicios. Realizando su labor tanto para instituciones sin ánimo de lucro como para empresas proveedoras de servicios en los Estados Unidos y en Europa. Uno de los hitos más importantes de su carrera fue dirigir el equipo del Proyecto de Ingeniería para una de las primeras implementaciones europeas de MPLS-VPN en 1999 para un proveedor de servicios europeo, en un mundo que era eminentemente masculino. 

### Defensora de la mujer
Reconocida como una de las líderes tecnológicas más influyentes del mundo, Monique Morrow ha obtenido honores que incluyen los 100 CIO más importantes para 2016, el Premio a las Mejores Mujeres en la Nube 2016, Presencia en las redes sociales del año 2016 :10 mujeres en redes / comunicaciones que debes conocer, las 10 mujeres más influyentes en TI en Europa, 2015 Women of M2M / IoT  y el premio GEM-TECH 2014 (UIT y ONU). Es una incansable defensora de las mujeres en tecnología e ingeniería, y participa en múltiples juntas sin fines de lucro, y facilitó el lanzamiento del Grupo de Expertos de Mujeres en Normalización para la UIT.

## Publicaciones
- Monique Morrow, Jazib Frahim, Venkata Josyula y Ken Owens: Intercloud: Solving Interoperability and Communication in a Cloud of Clouds (Networking Technology), (Cisco, 2016)
- Monique Morrow, Nada Anid, Laurie Cantileno y Rahilla Zafar: The Internet Of Women: Accelerating Culture Change. (River Publishers Series - Cross-cultural Perspective, Nueva York, 2016)
- Monique Morrow y otros: Disrupting Unemployment (10.13140/RG.2.1.1006.0406, 2016)
- Monique Morrow y Kateel Vijayananda: MPLS and Next-Generation Networks by Developing IP-Based Service (Cisco, 2016)
- Monique Morrow y Michael Behringer: MPLS VPN Security (Cisco, 2016)
- Monique Morrow: Journal of Ict Standardization 2-1; Special Issue on Cloud Security and Standardization (2016)
- Monique Marrow, Ammar Rayes y David Lake: Internet of Things Implications on ICN (River Publishers, 2014)
- Monique Marrow, Masum Hasan, Lew Tucker, Sree Lakshmi D. Gudreddi y Silvia Figueira: Seamless Cloud Abstraction, Model and Interfaces (River Publishers, 2014)
- Monique Morrow, Masum Hasan, Petre Dini, Gearard Parr y Pierre Rolin: IP/MPLS OAM: Challenges and Directions (River Publishers, 2014)
- Monique Morrow, Tom Nadeau y Vishal Sharma: OAM in MPLS-Based Networks (River Publishers, 2014)
- Monique Morrow, M,Tatipamula y A.Farrel: Inter-Provider Service Quality on the Internet (River Publishers, 2014)
- Monique Morrow, Ruomei Gao, Constatine Dovrolis, Ellen Zegura y Dana Blair: Interactions of Intelligent Route Control with TCP Congestion Control (River Publishers, 2014)

## Premios
- Visionaria del Año, de la revista Business Worldwide (2016)
- Social Media Campeón del año (2016)
- Mejores Mujeres en la Nube (2016)
- Presencia en las redes sociales, Revista AI (2016)
- Comité para el Premio al Ciudadano Global de Henley & Partners. (2017)
- DECA International Entrepreneurial Spirit Award (2017)[8]